# Astrid Strüwer
Astrid Strüwer, egentligen Astrid Josephine Maria Rellos, född 3 december 1942 i Haag, Nederländerna, är en svensk dansare och balettpedagog. 
Hon är dotter till arkitekten Henri Diji och Maggy Elisabeth, ogift van der Burch, och fick sin utbildning för Sonia Gaskell vid Holländska nationalbaletten 1955–1962. Hon var engagerad vid Cullbergbaletten från 1967 och Kungliga teatern från 1971. År 1976 blev hon premiärdansös och år 1985 blev hon balettpedagog vid Svenska balettelevskolan.
Astrid Strüwer har bland annat varit gift med konstnären och artisten Ardy Strüwer. Hon var från 1976 gift med den svenske solistdansören Tino Rellos (1951–2023), lärare i styrketräning vid Kungliga Svenska Balettskolan samt son till direktören Malte Rellos och artisten Margita, ogift Jacobsen.

## Filmografi
- 1966 – Oj oj oj eller Sången om den eldröda hummern
- 1998 – 4x32 fouettéer (kortfilm)